# Xiaosong, Fujian
Xiaosong (kinesiska: 小松) är en köping i sydöstra Kina. Den ligger i Jian'ou i staden Nanping i provinsen Fujian, omkring 150 kilometer nordväst om provinshuvudstaden Fuzhou. Antalet invånare är 22 349. Befolkningen består av 10 982 kvinnor och 11 367 män. Barn under 15 år utgör 20,0 %, vuxna 15-64 år 68 %, och äldre över 65 år 10,0 %.